# 太石镇
太石镇，是中华人民共和国甘肃省定西市临洮县下辖的一个乡镇级行政单位。

## 行政区划
太石镇下辖以下地区：
水泉村、南门村、太石村、蒋家坪村、牛头沟村、沙塄村、安家咀村、站沟村、中坪村、李家湾村、上咀村、巴下村、上梁村、下梁村、豁岘村、张家岭村、甘坪村、三益村、大庄村、五丰村、前地湾村、梁家湾村和后地湾村。